# Watwick Bay
Watwick Bay är en vik i Storbritannien. Den ligger i den södra delen av landet. Viken är en del av Milford Haven.